# ملبيغة رائعة
ملبيغيا رائعة (الاسم العلمي:Malpighia mirabilis) هي نوع من النباتات يتبع جنس الملبيغيا من الفصيلة الملبيغية.